# Flumpool
Flumpool (stylisé en flumpool), est un groupe de J-rock formé en 2007.

## Histoire du groupe
(novembre 2015).
Le contenu est difficilement compréhensible vu les erreurs de traduction, qui sont peut-être dues à l'utilisation d'un logiciel de traduction automatique.

### 2002: cube
En 2002, Yamamura avec ses amis d'enfance, Sakai et Amakawa, a formé un groupe acoustique nommé  '309' . Plus tard, quand un batteur de soutien se joint à eux, ils ont constitué une bande. À partir de là, ils ont changé leur nom pour  'cube' . Yamamura joue de la guitare acoustique et chante la plupart des parties vocales. Sakai joue aussi de la guitare acoustique tandis qu'Amakawa joue de la guitare basse. En outre, ils ont publié quatre CD de manière indépendante.

### 2007: flumpool
En janvier 2007, Ogura rejoint le groupe en tant que le batteur. Le 13 janvier, le nom de la bande a été changé pour  flumpool . Ils ont donné des concerts live dans Osaka-jō Hall et des "live houses» autour d'Osaka. Le 24 juillet, la production d'un single indépendant intitulé "Mirai Kanai"  (ミ ラ イ カ ナ イ, "son avenir") a été annoncé.

### 2008: début
Le 25 juin, "Mirai Kanai" a été mis en vente sur indiesmusic.com. En juillet, la vidéo promotionnelle de "labo" a été faite. La vidéo a été classée numéro un sur Access Rankings. Le 27 août, Tower Records et Tsutaya détenaient les 5 000 exemplaires limités du single d'essai indépendant, "labo". Le 1er septembre, ils sont devenus l'Artiste de la Chanson de Campagne pour le service téléphonique, au KDDI "LISMO". Le 20 septembre, leur chanson, "Hana ni Nare" a été utilisée pour la campagne.
Le 5 septembre, le groupe a été présenté sur Fuji TV 's' 'MEZAMASHI TV' 'et a joué à la télévision pour la première fois. Le 1er octobre, ils ont sorti "Hana ni Nare"  (花 に な れ, "Devenir Fleur") comme leur premier single numérique avec Amuse, Inc. sous le sous-label A -Sketch, nouvellement créé. En seulement dix jours, la chanson a atteint 1 000 000 téléchargements (maintenant[Quand ?] 2 000 000). Le 5 novembre, ils sortent leur second single digital, "Over the Rain (Hikari no Hashi)"  (Au cours de la pluie ~ ひ か り の 橋 ~, "Over the Rain (pont de lumière)"). La chanson a été utilisée comme la chanson thème du SCT drame,  Lundi sanglant . Sur le même mois, ils ont sorti leur 1er mini-album,  Unreal  sur le 19. Il a atteint n 2 sur Oricon albums hebdomadaires tableau.

### 2009: What's Flumpool!?
Le 19 février, le groupe a lancé sa première tournée nationale, "flumpool tournée 2009「 UNREAL 」" dans 6 villes et 7 représentations au total. Plus tard dans le mois, le groupe sort son 1er single important, "Hoshi ni Negai o"  (星 に 願 い を, "Wish Upon A Star") et atteint la deuxième place sur le top hebdomadaire Oricon des singles.
Leur deuxième single est sorti le 1er juillet, intitulé "MW (Dear Mr. & Mrs. picaresque) / Natsu Dive"  (MW ~ Cher M. & Mme ピ カ レ ス ク ~ / 夏 Dive, "MW (Monsieur . & Mrs. picaresque) / Summer Dive ") et a atteint la troisième place sur le top hebdomadaire Oricon des singles. Le même jour, leur 1er DVD Live "「? Que resssentions-nous alors? ~ tournée flumpool 2,009 "Unreal" Live at Shibuya Club de Quattro ~ 」" est sorti et a atteint la première place sur au top hebdomadaire Oricon des DVD.
Une semaine après les sorties, le groupe a commencé sa deuxième tournée nationale "Tour flumpool 2009" Unclose "" sur 18 sites. La tournée a connu un total de 19 représentations.
Le 14 octobre, le groupe sort son 3e single digital, "Frame". Le 18 novembre, ils ont sorti un autre single digital, "Mitsumeteitai".
Le groupe a également réalisé deux concerts supplémentaires lors de leur 2e visite au Nippon Budokan les 22 et 23 octobre. Tous les billets ont été vendus dans la journée de la mise en vente. Ils ont interprété 17 chansons face à 10.000 fans à chaque concert.
Le groupe sort son 1er album,  What's Flumpool!?  le 23 décembre et atteint la deuxième place des albums sur le top hebdomadaire Oricon.
Le 31 décembre, le groupe a participé à la 60e NHK Kōhaku Uta Gassen, ce qui constituait la première représentation de leur spectacle.

### 2010: polypectomie et de fin d'année de l'aréna de chanteur vit
Le 3 février, le groupe sort son 3e single, "Zanzō" et a atteint la troisième place au top Oricon hebdomadaires des singles. La chanson a été utilisée comme la chanson thème de la 2e saison de drame TBS, «Lundi sanglant». Sur le même mois, ils sortent leur 2e DVD live, "tour de flumpool 2009「 Unclose 」Special!! Live au Nippon Budokan". Il est également devenu premier au top Oricon hebdomadaire des DVD de Musique.
Le 5 mars, le groupe a commencé sa 3e tournée nationale, "flumpool tournée 2010「 le flumpool Quoi!? ~ Love & Piiiis enfants Afficher !! ~ 」" sur 40 sites et 46 représentations au total. La tournée a duré trois mois.
Le 14 mars, le groupe sort son 1er album photo artistique, "fourbond".
Il a été annoncé le 29 avril que le chanteur de flumpool, Ryuta Yamamura subirait une polypectomie en juin. Le 5 mai, Ryuta Yamamura a annoncé sur «flumpool! LOCKS", Le coin de flumpool du programme de radio TOKYO FM SCHOOL OF LOCK!, qu'il subirait sa polypectomie après leur dernier concert de la 3e visite à Okinawa qu'ensuite il serait astreint à un mois de repos.
Le groupe sort le 23 juin son quatrième single intitulé "redémarrer ~ Akiramenai Uta ~ / Nagareboshi"  (redémarrage ~ あ き ら め な い 詩 ~ / 流 れ 星, "reboot ~ Do not Give Up chanson ~ / Shooting Star"). Il a atteint la deuxième place au top Oricon hebdomadaire des singles. La chanson, "redémarrer ~ Akiramenai Uta ~" est utilisée comme une chanson de soutien de la couverture par la chaîne de télévision japonaise NTV de la Coupe du Monde de la FIFA.
En date du 7 juillet, Yamamura a fait un "retour" au festival de  Tanabata  après sa chirurgie sur «flumpool! LOCKS". Le 1er août, flumpool a joué à "SETSTOCK'10" qui avait lieu à Hiroshima. C'était leur premier live après le retour de leur chanteur.
Il a été annoncé le 14 juillet que le groupe devrait chanter la chanson thème intitulé "Sawako"  (君 に 届 け, "vous Atteindre") du film  Sawako ' ». La chanson "Sawako" a été publié comme single le 29 septembre. Il a fait commencé comme numéro 2 sur le top Oricon hebdomadaires des singles. Tous les cinq grands singles à ce jour ont atteint le top 3 au classement Oricon hebdomadaire des singles.
Le groupe a sorti un DVD de Noël intitulé "Snowy Nights Serenade ~ Kokoro Made mo Tsunagitai ~"  (Snowy Nights Serenade ~ 心 ま で も 繋 ぎ た い ~). La sortie est limitée aux membres du POOLSIDE, fan club mobile du groupe. Cette première de toutes les éditions limitées réservées à des membres, est un pack premium qui comprend DVD spécial exprimant la gratitude de Flumpool, et un calendrier original (2011). La chanson "Snowy Nights Serenade ~ 心 ま で も 繋 ぎ た い ~ (Sérénade pour des nuits enneigées)" "tait le thème principal de leur concert live de fin d'année qui a eu lieu les 18 et 19 décembre au Osaka-jō Hall et les 25 et 26 décembre au Yokohama Arena. Ils expriment leur gratitude à leurs fans qui les ont soutenus tout au long d'une année depuis l'ouverture de POOLSIDE en mettant en musique dans cette chanson, les mots qu'ils ont du mal à transmettre.
Le 31 décembre, flumpool participé à la 61e NHK Kōhaku Uta Gassen, leur deuxième participation à ce spectacle.

### 2011-2012
flumpool a réalisé une tournée live avec le groupe de rock, NICO Touches the Walls en janvier dans 3 villes.
Le groupe sort son 2e album complet le 26 janvier. Le titre de l'album,  Fantasia of Life Stripe  a été révélé par un CM, qui a été diffusé le 28 novembre 2010. Les détails de l'album ont été divulgués le 29 novembre 2010 sur leur site officiel. L'album atteint no 2 albums sur le Oricon hebdomadaire tableau.
Le groupe sera chargé de la pièce de jeu pour la section Junior High School de la 78e Concours national de musique NHK. La composition de l'ensemble pièce a été conçue pour être chanté dans une chorale, devait être annoncé en mars comme une nouvelle pièce ensemble. Le thème du concours est «compagnons». Il a été annoncé plus tard que le titre de la pièce ensemble est "Akashi"  (証). "Akashi" sera "Minna no Uta" la diffusion de la musique NHK en août à septembre.
Le groupe sort le 6 avril son 3e DVD live intitulé "3e DVD Live flumpool Live at Live 2010「 Snowy Nights Serenade ~ Kokoro Made mo Tsunagitai ~ 」spécial YOKOHAMA ARENA"  (3e Live DVD Live at flumpool YOKOHAMA ARENA !! Special Live 2010 「Snowy Nights Serenade ~ 心 ま で も 繋 ぎ た い ~」). Le DVD a atteint n 3 sur Oricon hebdomadaire Musique tableau de DVD.
Le groupe a commencé sa tournée nationale 4e intitulé "Fantasia of Life Stripe ~ Bokutachi wa Koko ni Iru ~"  (「Fantasia of Life Stripe ~ 僕 達 は こ こ に い る ~」) d'avril dans 10 grandes villes et 19 représentations . En raison de la 2011 tremblement de terre de Tohoku et le tsunami, le groupe a commencé sa tournée le 9 avril à Fukuoka au lieu de Yokosuga, Kanagawa le 4 avril. Les deux spectacles qui devaient en Yokosuga, Kanagawa sont remplacés par des concerts à Kanagawa Kenmin Hall à Kanagawa le 3 juin et 4. Les concerts programmés 7 et 8 mai à Sendai, Miyagi a été annulée. Le groupe tiendra un live au Zepp Sendai le 12 août à la place. Le titre du direct est "4e tournée 2011" Fantasia of Life Stripe ~ 僕 達 は こ こ に い る ~ "Zepp Sendai spécial Live". Dans la suite du séisme et du tsunami du 11 mars au Japon, les membres du groupe et leur label A-Sketch fait un don de 10 millions de yens à la Croix Rouge japonaise dans le cadre de la campagne de financement par leur Amuse de l'agence. Le groupe va également faire un don une partie des recettes de la vente de billets de concert et produits officiels. Ils ont également mis en place des boîtes de dons à chaque concert et d'encourager les dons des foules.
En mai, il a été annoncé que le groupe sera chargé de la chanson d'image pour la "Coupe du Monde de Rugby 2011".
En juin, le chanteur de flumpool, Ryuta Yamamura est apparu en solo dans la CM pour le site de jeu mobile "Mobage". La chanson utilisée dans le CM est la nouvelle chanson de la bande qui sera publié comme un double d'un côté single intitulé "Donna Mirai Ni Mo Ai wa Aru / Touch"  (ど ん な 未来 に も 愛 は あ る / Touch) . La chanson "Touch" est utilisé comme la chanson de tie-up pour "AQUOS PHONE au IS11SH" commerciale. Le single est prévue pour une sortie le 27 juillet.

### 2012 - présent
Lors du gala clôturant le trophée NHK 2012, le futur double champion olympique Yuzuru Hanyu, alors âgé de 17 ans, inaugure une collaboration avec le groupe, patinant sur la chanson "Hana ni Nare" sortie en 2008.
En décembre, flumpool sorti un album intitulé «expérience». Avec l'album ils ont fait leurs débuts à Taïwan. Avec une couverture chinoise 証明 écrit par Mayday Ashin.
Le 17 avril, un concert EARTH X HEART a été effectué avec Mayday au Japon. En septembre 2014, flumpool sort un single pour la série indonésienne Tokusatsu  Satria Garuda BIMA-X intitulé «Que Demain soit».

## Membres
| Nom                        | Date de Naissance | Âge | Rôles          |
| -------------------------- | ----------------- | --- | -------------- |
| Ryuta Yamamura (山村 隆太) | 21 janvier 1985   | 40  | Chant, guitare |
| Kazuki Sakai (阪井 一生)   | 26 février 1985   | 39  | Guitare        |
| Genki Amakawa (尼川 元気)  | 27 novembre 1984  | 39  | Basse          |
| Seiji Ogura (小倉 誠司)    | 27 février 1984   | 40  | Batterie       |

## Discographie

### Albums
- 2008: Unreal
- 2009: What's flumpool!?
- 2011: Fantasia of Life Stripe
- 2012: experience

### Singles
- 25/06/2008:	Mirai Kanai
- 27/08/2008:	labo
- 01/10/2008:	Hana ni Nare
- 05/11/2008:	Over the Rain ~Hikari no Hashi~
- 25/02/2009:	Hoshi ni Negai wo
- 01/07/2009:	MW ~Dear Mr. & Ms. Picaresque~ / Natsu Dive
- 14/10/2009:	Frame
- 03/02/2010:	Zanzou
- 23/06/2010:	reboot ~Akiramenai Uta~ / Nagareboshi
- 29/09/2010:	Kimi ni Todoke
- 27/07/2011:	Donna Mirai ni mo Ai wa Aru / Touch
- 07/09/2011:	Akashi
- 07/12/2011:	Present
- 04/07/2012:	Because... I am
- 07/11/2012:	Answer
- 21/05/2014: Believers High